# サーシー郡 (アーカンソー州)
サーシー郡（英: Searcy County）は、アメリカ合衆国アーカンソー州の北部に位置する郡である。2010年国勢調査での人口は8,195人であり、2000年の8,261人から0.8%減少した。郡庁所在地はマーシャル市（人口1,355人）であり、同郡で人口最大の都市でもある。サーシー郡は1838年12月13日にマリオン郡から分離して設立され、郡名はアーカンソー準州の初代事務官と判事を務めたリチャード・サーシーに因んで名付けられた。州内にはホワイト郡の郡庁所在地サーシー市もあるが、70マイル (110 km) ほど離れており、郡内に入ったことはない。アルコールの販売が禁止される禁酒郡である。

## 地理
アメリカ合衆国国勢調査局に拠れば、郡域全面積は668.51平方マイル (1,731.4 km2)であり、このうち陸地667.15平方マイル (1,727.9 km2)、水域は1.36平方マイル (3.5 km2)で水域率は0.20%である。

### 主要高規格道路
- アメリカ国道65号線
- アーカンソー州道14号線
- アーカンソー州道16号線
- アーカンソー州道27号線
- アーカンソー州道66号線
- アーカンソー州道74号線

### 隣接する郡
- マリオン郡 - 北
- バクスター郡 - 北東
- ストーン郡 - 東
- ヴァンビューレン郡 - 南
- ポープ郡 - 南西
- ニュートン郡 - 西
- ブーン郡 - 北西

### 国立保護地域
- バッファロー国立河川（部分）
- オザーク国立の森（部分）

## 人口動態

人口ピラミッド

以下は2000年の国勢調査による人口統計データである。
| 基礎データ - 人口: 8,261人 - 世帯数: 3,523 世帯 - 家族数: 2,466 家族 - 人口密度: 5人/km2（12人/mi2） - 住居数: 4,292軒 - 住居密度: 2軒/km2（6軒/mi2） 人種別人口構成 - 白人: 97.26% - アフリカン・アメリカン: 0.04% - ネイティブ・アメリカン: 0.75% - アジア人: 0.15% - 太平洋諸島系: 0.01% - その他の人種: 0.45% - 混血: 1.34% - ヒスパニック・ラテン系: 1.04% 年齢別人口構成 - 18歳未満: 22.7% - 18-24歳: 6.9% - 25-44歳: 24.5% - 45-64歳: 26.7% - 65歳以上: 19.2% - 年齢の中央値: 42歳 - 性比（女性100人あたり男性の人口） - 総人口: 98.0 - 18歳以上: 94.8 | 世帯と家族（対世帯数） - 18歳未満の子供がいる: 27.9% - 結婚・同居している夫婦: 58.5% - 未婚・離婚・死別女性が世帯主: 7.7% - 非家族世帯: 30.0% - 単身世帯: 28.0% - 65歳以上の老人1人暮らし: 14.3% - 平均構成人数 - 世帯: 2.33人 - 家族: 2.83人 収入と家計 - 収入の中央値 - 世帯: 21,397米ドル - 家族: 27,580米ドル - 性別 - 男性: 21,768米ドル - 女性: 16,276米ドル - 人口1人あたり収入: 12,536米ドル - 貧困線以下 - 対人口: 23.8% - 対家族数: 17.8% - 18歳未満: 31.0% - 65歳以上: 26.6% |

## 政治
サーシー郡は伝統的に共和党寄りである州北西郡部の中にある。最近13回のアメリカ合衆国大統領選挙を見ても、民主党がサーシー郡を制したのは、1976年のジミー・カーター一人である。1936年の大統領選挙では、共和党候補のアルフ・ランドンが制したことでは、州内数少ない郡の1つになった。1992年の大統領選挙で、共和党のジョージ・H・W・ブッシュが付けた得票率の差は州内の郡で第2位であり、過去3回の大統領選挙を見ても、共和党候補が60%以上の支持率を集めた。
地方選挙のレベルでは、共和党はそれほど優位ではない。サーシー郡はアメリカ合衆国下院議員のアーカンソー州第1選挙区に属し、クック投票動向指数は共和党の+8だが、2012年時点で民主党議員が代表になっている。アーカンソー州下院では共和党議員が代表になっている。州上院議員は民主党員であり、知事選挙では共和党候補に勝たせることが多い。1990年と1994年の知事選挙で共和党のシェフィールド・ネルソンが勝利した唯一の郡だった。

## 都市と町
| - ギルバート - レスリー | - マーシャル - 郡庁所在地 - ピンドール | - セントジョー |

## 郡区
アーカンソー州の郡はさらに郡区に小区分されている。各郡区には未編入領域と、編入済み自治体がある。現代の郡区にはその維持目的が限られたものになっている。アメリカ合衆国国勢調査局は郡区を元に人口を集計している。また系図調査など歴史的な目的には価値がある。1つ以上の郡区に入っている町や都市は統計調査に基づいて扱われる。サーシー郡の郡区は下記リストの15区である。
| 郡区 | FIPSコード | 人口中心                 | 人口 | 人口密度 /km2 (/sq mi) | 陸地面積 km2 (sq mi) | 水域 km2 (sq mi) | 座標                                                                |
| --- | ---------- | ------------------------ | ---- | ---------------------- | -------------------- | ---------------- | ------------------------------------------------------------------- |
| ベアクリーク第4 | 90177      | マーシャル               | 989  | 8.18（21.20）          | 120.8（46.655）      | 0.4507（0.174）  | 北緯35度58分16秒 西経92度37分26秒 / 北緯35.971174度 西経92.623964度 |
| ベアクリーク第5 | 90178      | マーシャル               | 728  | 190.08（492.22）       | 3.831（1.479）       | 0.05180（0.002） | 北緯35度54分35秒 西経92度38分47秒 / 北緯35.909629度 西経92.646337度 |
| ベアクリーク第6 | 90179      | マーシャル               | 913  | 14.15（36.64）         | 64.3（24.917）       | 0.2486（0.096）  | 北緯35度54分16秒 西経92度36分32秒 / 北緯35.904425度 西経92.608797度 |
| カーフクリーク | 90708      |                          | 326  | 1.55（4.01）           | 210.3（81.202）      | 1.331（0.514）   | 北緯35度54分12秒 西経92度50分49秒 / 北緯35.903196度 西経92.846919度 |
| ロングクリーク | 92274      |                          | 474  | 4.14（10.72）          | 114.5（44.219）      | 0.1554（0.060）  | 北緯35度55分23秒 西経92度29分16秒 / 北緯35.923104度 西経92.487694度 |
| マウントプレザント | 90981      |                          | 465  | 1.65（4.28）           | 281.7（108.750）     | 0.6423（0.248）  | 北緯35度47分22秒 西経92度50分34秒 / 北緯35.789412度 西経92.842860度 |
| オックスリー | 92801      |                          | 364  | 4.39（11.37）          | 82.93（32.018）      | 0.6993（0.027）  | 北緯35度52分02秒 西経92度27分47秒 / 北緯35.867295度 西経92.463161度 |
| プレーリー | 93012      | ピンドール               | 550  | 5.34（13.82）          | 103.1（39.793）      | 0.04662（0.018） | 北緯36度03分55秒 西経92度53分29秒 / 北緯36.065325度 西経92.891250度 |
| レッドリバー | 93087      |                          | 321  | 3.78（9.69）           | 85.84（33.144）      | 0.1658（0.064）  | 北緯35度48分55秒 西経92度41分14秒 / 北緯35.815267度 西経92.687262度 |
| ロッククリーク | 93213      |                          | 547  | 3.99（10.48）          | 137.0（52.915）      | 0.2512（0.097）  | 北緯36度01分19秒 西経92度29分48秒 / 北緯36.021866度 西経92.496667度 |
| セントジョー | 93279      | セントジョー             | 390  | 5.05（13.07）          | 77.28（29.838）      | 0.6190（0.239）  | 北緯35度59分13秒 西経92度51分15秒 / 北緯35.986869度 西経92.854089度 |
| シェイディグローブ | 93351      |                          | 189  | 2.87（4.41）           | 110.9（42.834）      | 2.515（0.971）   | 北緯35度44分37秒 西経92度39分19秒 / 北緯35.743664度 西経92.655141度 |
| スプリング | 93456      | マーシャル               | 588  | 4.86（12.59）          | 121.0（46.715）      | 0.5879（0.227）  | 北緯35度54分17秒 西経92度42分38秒 / 北緯35.904585度 西経92.710556度 |
| トマホーク | 93618      | ギルバート、セントジョー | 574  | 4.12（10.68）          | 139.2（53.762）      | 1.090（0.421）   | 北緯36度02分13秒 西経92度42分57秒 / 北緯36.036902度 西経92.715763度 |
| ウィリーズコーブ | 94062      | レスリー                 | 777  | 6.63（17.18）          | 117.1（45.225）      | 0.5439（0.210）  | 北緯35度51分20秒 西経92度31分11秒 / 北緯35.855434度 西経92.519860度 |
| Source: “Census 2010 U.S. Gazetteer Files: County Subdivisions in Arkansas”. U.S. Census Bureau, Geography Division. 2012年8月4日閲覧。 Source: “Census 2010 U.S. Gazetteer Files”. U.S. Census Bureau, Geography Division. 2012年8月4日閲覧。 |            |                          |      |                        |                      |                  |                                                                     |